# Dab's
 (octobre 2012).
Nicolas Dabas dit Dab's, né le 20 mars 1973, est un auteur de bande dessinée français.
Il est l'auteur de la série Tony & Alberto publiée dans Tchô! et éditée chez Glénat ; l'oeuvre est adaptée en série d'animation en 2012, coproduite par Toon Factory et 2 Minutes, réalisée par Éric Bastier.
Dab's est aussi l'auteur de la série Nino et Rébecca, et de Késaco dont les albums sont parus chez Glénat.
Il collabore aussi à Okapi en écrivant la BD-conseil dans Planète collège.

## Publications
- Tony et Alberto, Glénat, coll. « Tchô ! La Collec », 12 albums, 2000-2014.
- Nino et Rébecca, Milan puis Glénat, 8 albums, 2004-2018.
- Késaco, Glénat, coll. « Tchô ! La Collec » :

1. C'est quoi la question?, 2009  (ISBN 978-2-7234-6593-9).
2. J'ten pose, des questions?, 2011  (ISBN 978-2-7234-8458-9).
3. Tome 3, 2013  (ISBN 978-2-7234-9394-9).
4. Hors de question !, 2015  (ISBN 978-2-344-00901-7).

- Mickey à travers les siècles (scénario), avec Fabrizio Petrossi (dessin), Glénat, 2018  (ISBN 978-2-344-02383-9).
- Le Club des Huns, Bamboo :

1. Des Huns pitoyables, 2019  (ISBN 978-2-8189-6684-6)[2].
2. Un pour tous, tous pour Huns !, 2021  (ISBN 978-2-8189-7623-4).

- The Lapins Crétins t. 14 : C'est du propre (scénario), avec Thomas Priou (dessin), 2021  (ISBN 978-2-344-04341-7).